# Mariner 3

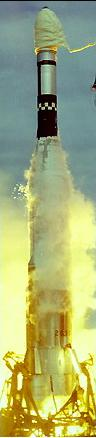
Lift-off Atlas Agena D raket met Mariner 3

De Mariner 3 was de derde missie uit het Mariner programma. De lancering met behulp van een Atlas Agena D raket vond plaats op 5 november 1964.
Het doel van de missie was een vlucht langs de planeet Mars. De sonde kwam niet goed los van de raket waardoor het doel Mars nooit werd bereikt. De Mariner 4, met gelijke sonde en raket kreeg dezelfde opdracht en wist die wel succesvol te volbrengen.

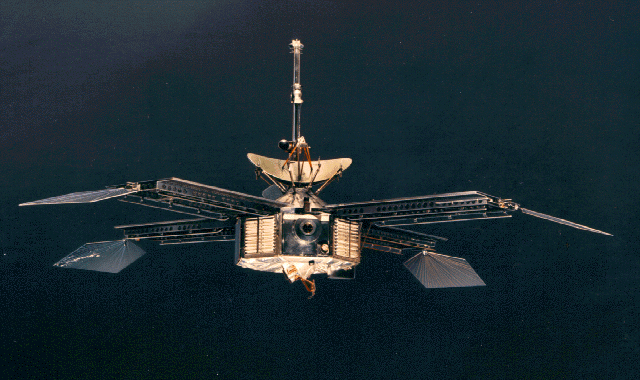
Mariner 3